# Brieva de Cameros
Brieva de Cameros é um município da Espanha
na província e comunidade autónoma de La Rioja, de área 46,15 km² com população de 65 habitantes (2007) e densidade populacional de 1,41 hab./km².

## Demografia
| Variação demográfica do município entre 1991 e 2004 | Variação demográfica do município entre 1991 e 2004 | Variação demográfica do município entre 1991 e 2004 | Variação demográfica do município entre 1991 e 2004 |
| --------------------------------------------------- | --------------------------------------------------- | --------------------------------------------------- | --------------------------------------------------- |
| 1991                                                | 1996                                                | 2001                                                | 2004                                                |
| 70                                                  | 77                                                  | 76                                                  | 73                                                  |